# Gary Portnoy
Gary Portnoy (8 de junio de 1956) es un músico, cantante y compositor estadounidense, más conocido por coescribir y cantar la canción de tema para Cheers, "Where Everybody Knows Your Name". También coescribió y cantó la canción del tema principal de la comedia de situación de NBC Punky Brewster y compuso la música para la serie de televisión Mr. Belvedere.

## Carrera
A principios de la década 1980, Gary Portnoy y Judy Hart Angelo se propusieron componer un tema para la serie Cheers. Después de que sus primeros dos intentos estuvieron rechazados, la canción "Where Everybody Knows Your Name" fue seleccionada.
Antes de eso, las canciones de Portnoy habían sido grabadas por varios artistas, incluyendo la canción "Say Goodnight" de Dolly Parton (coescrita por Susan Sheridan) y "I'll Never Get Enough of You" de Air Supply soy Nunca conseguirá bastante de ti (coescrita por Jeanne Napoli y Judy Quay). También grabó y lanzó un álbum homónimo en 1980 por Columbia Records. 
Portnoy también escribió varias canciones para la serie de televisión de NBC, Fama, incluyendo la pista nominada al Emmy a la Mejor Canción Original, "I Still Believe In Me" (coescrita por Susan Sheridan) así como "It's Gonna Be a Long Night" (coescrita por Estelle Levitt). Ambas canciones estuvieron presentadas en el álbum de 1982, The Kids from "Fame". Portnoy también recibió una nominación al Emmy para el tema de Cheers, así como seis premios ASCAP consecutivos durante la década de 1980 para los temas de televisión de mayor ejecución del año.
En 2003, después de un paréntesis de la industria de la música durante la década de 1990, Portnoy lanzó un álbum de 12 pistas, Keeper, el cual incluye la versión completa de "Where Everybody Knows Your Name". En 2007, siguió con el lanzamiento del álbum autobiográfico de 12 pistas, Destiny, el cual contiene una versión completa de la canción del tema para la serie Mr. Belvedere (cuya versión original fue cantada por Leon Redbone). En 2010, Portnoy lanzó el álbum de 12 pistas, Songs Along The Way, que incluye once nuevas composiciones escritas, así como la versión demo de la canción principal de Cheers.

## Discografía

### Álbumes
- Gary Portnoy (1980, Columbia Records)
- Keeper (2003, Argentum Records)
- Destiny (2007, Argentum Records)
- Songs Along The Way (2010, Argentum Records)

### Las canciones grabadas por otros artistas (lista parcial)
- "When I'm Loving You" (coescrita por Paul Vance)

- "Shee Moe Foe" (coescrita por Irwin Levine)

- "I'll Never Get Enough Of You" (coescrita por Jeanne Napoli y Judy Quay)

- "On The Run" (coescrita por Jeanne Napoli)

- "Say Goodnight" (coescrita por Susan Sheridan)

- "Late Night Confession" (coescrita por Juli Davidson)

- "Move A Little Closer" (coescrita por Jeanne Napoli)

- "I'll Never Get Enough of You" (coescrita por Jeanne Napoli y Judy Quay)

- "When the Night Ends" (coescrita por Ruth Rosen Greenwood)

- "Say Goodnight" (coescrita por Susan Sheridan)

- "I Still Believe In Me" (coescrita por Susan Sheridan)

- "It's Gonna Be a Long Night" (coescrita por Estelle Levitt)

- "I Was Only Trying To Help" (coescrita por Ruth Rosen Greenwood)

- "Face To Face" (coescrita por Judy Hart Angelo)

- "Come to Me Tonight" (coescrita por Susan Sheridan)

- "Mr. Belvedere Theme" (coescrita por Judy Hart Angelo)

- "This Is Forever" (coescrita por Gloria Nissenson y Carol Ann Brown)

- "The Horse" (coescrita por Gloria Nissenson y Rossi Mate)

- "I Miss Us" (coescrita por Gloria Nissenson)